# Андреевская улица (Кронштадт)
Андре́евская у́лица — улица в Кронштадте. Идёт от проспекта Ленина к улице Зосимова.

## История

### История населения и культуры
В 1805—1817 годах построен Андреевский собор (на месте нынешнего Андреевского сада). Здесь служил святой праведный Иоанн Кронштадтский.
В 1819—1822 годах построена Англиканская церковь (затем Крестовоздвиженская церковь).
В 1931 году закрыта Крестовоздвиженская церковь.
В 1932 году взорван Андреевский собор.
В начале мая 2012 года в доме № 5 на Андреевской улице открылся Морской музей, экспозиция которого посвящена истории водолазного дела в России.

### История наименования
В справочной книге 1916 года улица значится как Андреевская улица.
В путеводителе Столпянского 1923 года значится как улица Володарского.

## Магистрали
Андреевская улица граничит или пересекается со следующими магистралями:
- Проспект Ленина
- Улица Юрия Инге
- Посадская улица
- Улица Фейгина
- Улица Зосимова[2]

## Достопримечательности
- Крестовоздвиженская церковь[3]
- Дом № 3 — бывший дом призрения малолетних детей, 1866 г., архитектор В. В. Виндельбандт.  781721202720005
- Дом № 5 — жилой дом купцов Бритневых, конец XIX — начало XX в., архитектор В. В. Виндельбандт. В 2012 году в здании был открыт Кронштадтский Морской музей (водолазного дела)[7].  781711202710005
- Дом № 7 (Посадская улица, 24 / улица Александра Попова) — здание реального училища, 1877—1879 гг., архитектор В. В. Виндельбандт.  781711202690005
- Дом № 11 — жилой дом, построен в 1 половине XIX в.  781711202680005
- Дом № 12 (улица Фейгина) — жилой дом 1896 года постройки.  7830016000
- Андреевский сад
- Мемориал Андреевского собора (в Андреевском саду)
- Часовня в честь Тихвинской иконы Божией Матери (в Андреевском саду)[5][8]

## Транспорт
Движение общественного транспорта по улице отсутствует. Ближайшие остановки общественного транспорта находятся на проспекте Ленина:
- Остановка «Гостиный Двор»: № 1Кр, 2Кр, 3Кр, 101
- Остановка «Улица Велещинского»: № 3Кр